# ОШ „Вук Караџић” Велика Грабовница
Основна школа Вук Караџић из Велике Грабовнице код Лесковца постоји од 1893 године. У прво време радила је као четвороразредна, и у њој су ишли ученици од првог до четвртог разреда из Велике и Мале Грабовнице,Загужана,Зољева, Тулова и Мале Копашнице. Касније се формирају основне школе у Тулову, Загужану и Добротину.

## Изглед и издржавање школе
Школска зграда је све до 1927 године била непланска и од слабог материјала. Године 1927. Општинска управа у Великој Грабовници изградила је нову школску зграду са 4 учионице и канцеларијом. Школа је од самог почетка била мешовита и четвороразредна са наставом на српском језику. Први учитељ после завршетка Првог светског рата била је Косара Павловић учитељица из Крагујевца. За време Другог светског рата у времену од 1940-1945 године у Грабовници ради учитељски пар Станковић Љубица и Милутин који су оставили видан траг у летопису школе.
Издржавање школе било је на терет буџета лесковачког округа али је било и врло оскудно. Више се живело од добре воље ђачких родитеља. Они су школу снабдевали огревом и другим материјалом. У време ратних година школа је имала у свакој школској години око 200 ученика. Школске 1958, 1959 године школа је прерасла у петоразредну а касније и у  осморазредну школу. Школске 1963-64. год.дограђује се нова школа са четири учионице и две канцеларије. Постављена је школска ограда, бетонирани простор испред школе и ходник старе школе.

## Директори школе
Кроз управу школе је прошао велики број директора који су својим радом допринели побољшању квантитета и квалитета школе.
Школске 1957-58. год.ѕа директора изабран је Властимир Николић, а 1972. год. Трајковић Божидар иѕ Доњег Буниброда,1974-75. год.за директора је постављен Драгомир Савић.
За новог директора 1978. год. изабран је Зоран Мишић из Велике Грабовнице.
Школске 1993. год. на место директора долази Бошко Божиловић који је на функцији био до 2001. год. када је постављен Станимир Ђорђевић. Школске 2002-2003. год. за новог директора изабран је Слободан Николић који је ту функцију обављао до 2013. године. Данас директор школе је Мића Костић дипломирани математичар.

## Истурена одељења
Основна школа „Вук Караџић“ у Великој Грабовници у школској 1987/88. год.има 16 одељења са 370 ученика.
И то у матичној школи 12 одељења неподељена одељења у Загужану и Добротину и два комбинована одељења у Тулову.
Из године у годину број ученика нажалост опада што је последица све мањег наталитета. Услови под којима школа ради су неповољни, јер сем учионичког простора школа нема кабинете, фискултурну салу итд.али и поред лоших услова 1985год. постиже солидне резултате у васпитно-образовном процесу.
Ову школу похађао је велики број данас успешних доктора (Др. Стојан Ценић, Др. Драган Рајковић, Др. Иван Крстић итд.). У циљу побољшања васпитно-образовног рада школе,2003/4 у оквиру ШРП школа је почела са пројектом ``Корак напред“који се успешно реализује. Захваљујући њему школа је опремила кабинет информатике и почео да се изучава изборни предмет ``Основи информатике и рачунарства“.
У школи је 44 запослених и 225 ученика.
Сваке године 8. новембра школа слави Дан школе, уз пригодни културно уметнички програм и спортске активности.